# Heart Attack
A Heart Attack Demi Lovato amerikai énekes dala negyedik, Demi című lemezéről. 2013. február 24-én került kiadásra a Hollywood Records gondozásában az album első kislemezeként. A dal egy elektropop stílusú felvétel, mely a szívrohamot (angolul: heart attack) metafóraként használja kiteljesedő szerelmének azonosítása végett. Szerzője Demi Lovato, Mitch Allan, Jason Evigan, Sean Douglas és Nikki Williams volt, a produceri munkákat a Suspex (Mitch Allan és Jason Evigan) látta el.
2013. február 24-én került bemutatásra, néhány órával később iTunes Store-ra is felkerült az Egyesült Államokban, az Amazon MP3 áruházában másnap vált elérhetővé (a további kiadási dátumok a Megjelenések szakaszban olvashatóak).
A dalt a kritikusok pozitívan fogadták, dicsérve Lovato érett hangbeli képességeit, melyeket elsősorban Kelly Clarkson-éhoz tartottak hasonlónak. A számhoz tartozó videóklip 2013 áprilisában jelenik meg. A felvétel 12. helyen debütált a Billboard Hot 100-on. 215 000-es eladásokkal a Heart Attack lett a második legkeresettebb kislemez, melyet csak a Suit & Tie (Justin Timberlake) múlt felül. A rádiós sugárzásoknak köszönhetően top 20-as lett Kanadában, Új-Zélandon, Chilében, de megjelent Ausztria, Szlovákia és Hollandia slágerlistáin is.

## Háttér
A Heart Attack az eredeti tervek szerint 2013. március 4-én debütált volna az On Air with Ryan Seacrest című rádiós műsorban. Ennek ellenére már február 24-én hallható volt, melyet a digitális kiadvány megjelenése követett.

## Kompozíció
A dalt Lovato, Dylan Saunders, Mitch Allan, Jason Evigan, Sean Douglas és Nikki Williams szerezte, producere Suspex volt. Lovato az MTV-nek elárulta, a dal a „szerelembe esésről és kockázatának vállalásáról” szól. Jessica Sager szerint a Heart Attack EDM és Kelly Clarkson munkáival mutat közös vonásokat. A Billboard szerint ez egy „elektropop dal”, mely „ugyanolyan fülbemászó, mint a Give Your Heart a Break.”

## Élő előadások
Lovato a Heart Attack-ot először 2013. március 2-án adta elő Orlandoban.

## Kereskedelmi fogadtatás
A dal a Billboard Pop Songs listán debütált 35. helyen. Miután közel 215 000 példány került eladásra a megjelenés hetében, a dal a Hot 100 slágerlista 12. helyezését érte el 2013. március 8-án. 2013-ban eddig ez volt a második legfelkapottabb kislemez, melyet csak Justin Timberlake és Jay-Z duettje, a Suit & Tie múlt felül. A Digital Songs listán 4. helyezéssel debütált, a Radio Songs-on 70. pozícióval jelent meg. A nemzetközi piacokon is elért sikereket: Új-Zélandon 13., Kanadában 11., Ausztráliában 46., Hollandiában pedig 36. lett a kislemez.

## Slágerlistás helyezések
| Kislemezlista (2013)            | Legjobb helyezés |
| ------------------------------- | ---------------- |
| Ausztrália (ARIA)               | 41               |
| Kanada (Canadian Hot 100)       | 11               |
| Hollandia (Mega Single Top 100) | 36               |
| Hollandia (Dutch Top 40)        | 31               |
| Új-Zéland (RIANZ)               | 9                |
| Szlovákia (IFPI)                | 48               |
| Spanyolország (PROMUSICAE)      | 34               |
| Svédország (DigiListan)         | 16               |
| Billboard Hot 100               | 10               |
| Pop Songs (Billboard)           | 9                |
| Digital Songs (Billboard)       | 4                |
| Adult Pop Songs (Billboard)     | 24               |
| Radio Songs (Billboard)         | 34               |
| Ukrajna (FDR Pop)               | 5                |

## Megjelenések
| Ország             | Dátum             | Formátum           | Kiadó             |
| ------------------ | ----------------- | ------------------ | ----------------- |
| Argentína          | 2013. február 25. | Digitális letöltés | Hollywood Records |
| Ausztrália         | 2013. február 25. | Digitális letöltés | Hollywood Records |
| Brazília           | 2013. február 25. | Digitális letöltés | Hollywood Records |
| Kanada             | 2013. február 25. | Digitális letöltés | Hollywood Records |
| Új-Zéland          | 2013. február 25. | Digitális letöltés | Hollywood Records |
| Paraguay           | 2013. február 25. | Digitális letöltés | Hollywood Records |
| Egyesült Államok   | 2013. február 25. | Digitális letöltés | Hollywood Records |
| Magyarország       | 2013. március 5.  | Digitális letöltés | Hollywood Records |
| Lengyelország      | 2013. március 5.  | Digitális letöltés | Hollywood Records |
| Egyesült Királyság | 2013. április 28. | Digitális letöltés | Hollywood Records |